# Werbeträger
Unter Werbeträger versteht man das Medium zur Übertragung von Werbebotschaften, mit dessen Hilfe Werbemittel an die Werbeempfänger herangeführt werden können.

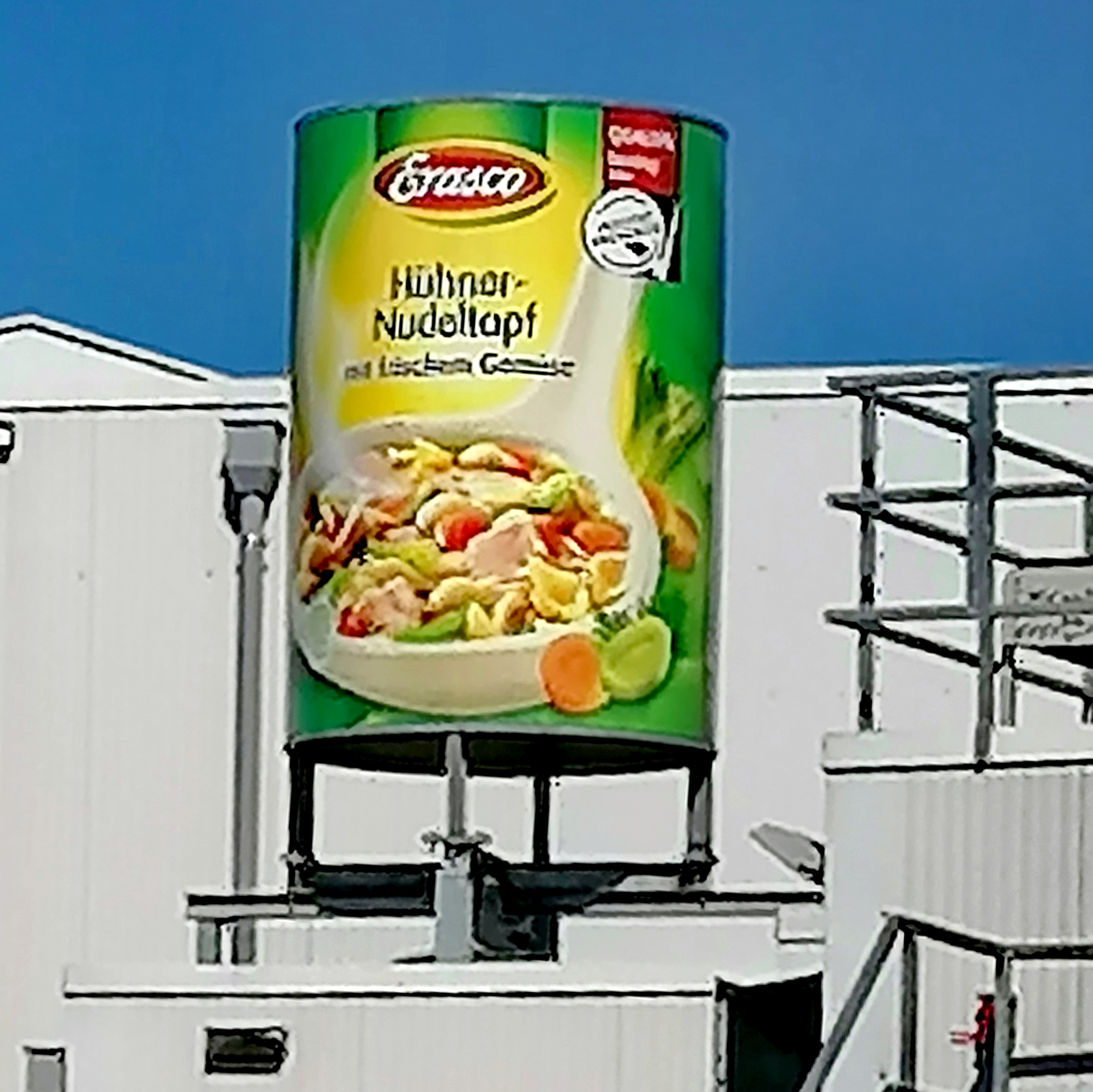
Werbeträger am lübeckischen Werk von Erasco

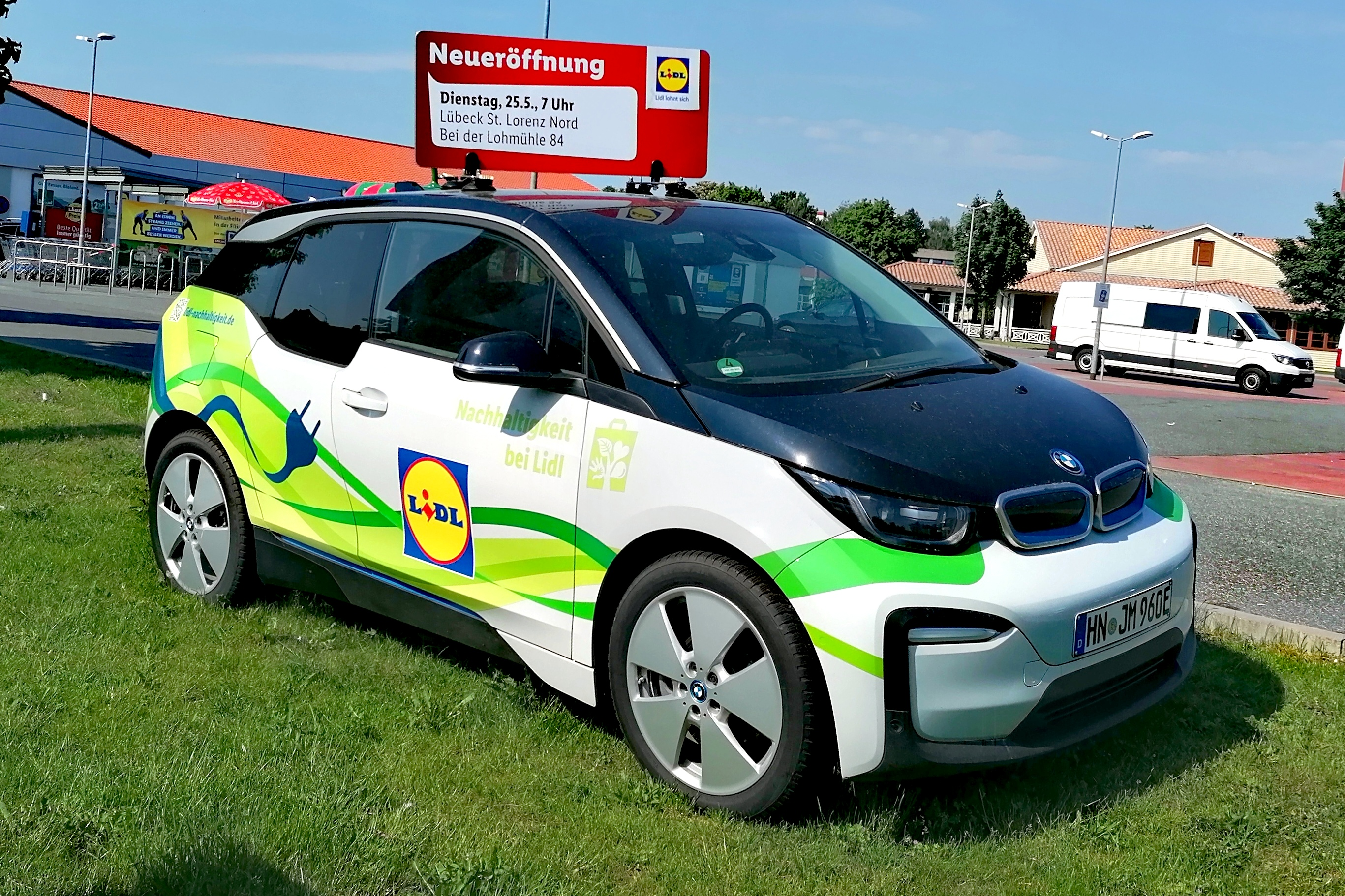
LIDL-Werbeträger

Zu den personellen und stofflichen Medien, die als Werbeträger fungieren (können), zählen:
- unter den Druckmedien (Printmedien) vor allem Zeitungen und Zeitschriften, und zwar Tageszeitungen, Wochenzeitungen, Anzeigenblätter, illustrierte Zeitschriften, Publikumszeitschriften, Programmzeitschriften, ergänzende Veröffentlichung, Fachzeitschriften, Magazine, Bücher, Adress- und Telefonbücher und andere,
- unter elektronischen Medien Fernsehen und Hörfunk sowie Kabelfernsehen, Satellitenfernsehen, Bildschirmtext, Bezahlfernsehen, Videotext usw.
- unter Online-Medien insbesondere Online-Angebote klassischer Content-Anbieter (Print, Funk, TV), Suchmaschinen, Portale und Web-Kataloge, Online-Dienste der Provider, aber auch Online-Angebote aus dem E-Commerce usw.
- im Rahmen von Außenwerbung vor allem Plakate (Plakatwerbung), öffentliche oder private Verkehrsmittel (Promotionfahrzeug) sowie Ambient Media
- ferner Produkte und Packungen, Einkaufstüten, Schaufenster, Streichholzschachteln, Zeitungsklammern, Werbegeschenke, Unternehmen der Direktwerbung und Werbemittelverteilung sowie Absatzmittler, Personen, die Werbebotschaften vermitteln usw.
- Produktproben, z. B. Lederkarten
- eine Art, eine Person als Werbeträger zu nutzen, stellt ein sogenannter Sandwich-Man dar, der als wandelnde Werbefläche fungiert

Hinsichtlich der stofflichen Medien lässt sich in Anknüpfung an Rudolf Seyffert zwischen Nur-Werbeträgern (wie z. B. Schaufenstern oder Anschlagstellen) und Auch-Werbeträgern (wie z. B. Zeitungen, Zeitschriften, Fernsehsendungen) unterscheiden. Ferner ist zu unterscheiden zwischen individuellen Werbeträgern und Massenmedien bzw. nach dem Grad der Streugenauigkeit zwischen den selektiven Medien (wie z. B. Werbebriefen) und Massenmedien. In der Mediaplanung ist es mitunter sinnvoll, zwischen transitorischen und statuarischen Medien oder zwischen tagesaktuellen und nicht tagesaktuellen Werbeträgern zu unterscheiden.
Die Werbeträger werden im Rahmen der Mediaplanung einer Werbekampagne ausgewählt. Man spricht hierbei von Intermediaselektion (die Auswahl zwischen z. B. Print oder TV) und Intramediaselektion (die Auswahl zwischen Zeitung X und Zeitung Y). Die Auswahl des Werbeträgers ist dabei abhängig von der Effizienz und der Fähigkeit in der zur Verfügung stehenden Zeit mit dem zur Verfügung stehenden Budget eine Verbindung zur Zielgruppe herzustellen. Die Leistungskennziffern, die herangezogen werden, sind Reichweite, Tausendkontakt-Preis und Zielgruppen-Affinität:
- der Reichweite: wie viele Personen der Zielgruppe erreichen die jeweiligen Werbeträger?
- des Tausendkontakt-Preis: was kostet es, mit einem gegebenen Werbemittel 1.000 Kontakte in der Zielgruppe zu generieren?
- Affinität: Anteil der Zielgruppe an der Nutzerschaft eines Medium im Vergleich zu ihrem Anteil in der Grundgesamtheit/der Bevölkerung